# Rajasunakhala
Rajasunakhala es una ciudad censal situada en el distrito de Nayagarh en el estado de Odisha (India). Su población es de 6299 habitantes (2011). Se encuentra a 59 km de Bhubaneswar y a 74 km de Cuttack. 

## Demografía
Según el censo de 2011 la población de Rajasunakhala era de 6299 habitantes, de los cuales 3253 eran hombres y 3046 eran mujeres. Rajasunakhala tiene una tasa media de alfabetización del 88,50%, superior a la media estatal del 72,87%: la alfabetización masculina es del 94,20%, y la alfabetización femenina del 82,51%.